# Tensa
Tensa là một thị trấn thống kê (census town) của quận Sundargarh thuộc bang Orissa, Ấn Độ.

## Nhân khẩu
Theo điều tra dân số năm 2001 của Ấn Độ, Tensa có dân số 4236 người. Phái nam chiếm 53% tổng số dân và phái nữ chiếm 47%. Tensa có tỷ lệ 68% biết đọc biết viết, cao hơn tỷ lệ trung bình toàn quốc là 59,5%: tỷ lệ cho phái nam là 75%, và tỷ lệ cho phái nữ là 61%. Tại Tensa, 12% dân số nhỏ hơn 6 tuổi.